# Khuất Sở Tiêu
Khuất Sở Tiêu (tiếng Trung: 屈楚萧; bính âm: Qū Chǔ Xiāo; sinh ngày 28 tháng 12 năm 1994) là một nam diễn viên người Trung Quốc.

## Phim tham gia

### Phim truyền hình
| Năm phát sóng | Tên phim                    | Vai diễn           | Ghi chú                                                          | Bạn diễn                                       |                |
| ------------- | --------------------------- | ------------------ | ---------------------------------------------------------------- | ---------------------------------------------- | -------------- |
| 2016          | Bạn Của Ta, Cô Trần Bạch Lộ | Trần Ngôn          | Phim chiếu mạng                                                  |                                                |                |
| 2017          | Độc Bộ Thiên Hạ             | Đa Nhĩ Cổn         | Phim đề tài Thanh cung, lấy bối cảnh thời nhà Thanh vừa lập quốc |                                                |                |
| 2018          | Mị Giả Vô Cương             | Trường An/ Tạ Hoan | Vai chính, phim chiếu mạng                                       | Lý Nhất Đồng                                   |                |
| 2018          | Như Ý truyện                | Ngũ a ca Vĩnh Kỳ   | Phim chiếu mạng                                                  | Châu Tấn, Trương Giai Ninh, Hoắc Kiến Hoa,.... |                |
| 2021          | Tiệm đồ cổ Trung Cục 3      | Hứa Nhất Thành     | Vai chính                                                        | Trần Ngọc Kỳ                                   |                |
| 2022          | Ngôi Sao Lấp Lánh           | Trương Vạn Sâm     | Vai chính                                                        | Trương Giai Ninh                               |                |
| 2024          | Tín ngưỡng                  | Dương Sâm          | Vai chính                                                        | Lưu Dịch Quân                                  | Chưa phát hành |

### Phim điện ảnh
| Năm  | Tên phim                                    | Vai diễn       | Ghi chú                                              |                |
| ---- | ------------------------------------------- | -------------- | ---------------------------------------------------- | -------------- |
| 2017 | Phụ Tử Hùng Binh 父子雄兵                   | Michael        |                                                      |                |
| 2018 | Tuổi Hai Mươi 二十岁                        | Lưu Đạt        |                                                      |                |
| 2019 | Địa Cầu lưu lạc 流浪地球                    | Lưu Khải       | Bạn diễn: Ngô Kinh                                   |                |
| 2021 | Thị Thần Lệnh 侍神令                        | Viên Bách Nhã  | Bạn diễn: Châu Tấn, Trần Khôn, Trần Vĩ Đình          |                |
| 2021 | Anh Muốn Chúng Ta Ở Bên Nhau 我要我们在一起 | Lữ Khâm Dương  | Bạn diễn: Trương Tịnh Nghi                           |                |
| 2023 | Nhiên Đông 燃冬                             | Hàn Tiêu       | Bạn diễn: Châu Đông Vũ, Lưu Hạo Nhiên                |                |
| 2023 | Ngôi sao lấp lánh 一闪一闪亮星星            | Trương Vạn Sâm | Bạn diễn: Trương Giai Ninh, Phó Tinh, Tưởng Quân Lâm |                |
| 2024 | Đường Bay Hiểm Trở 危机航线                 | Mike           | Bạn diễn: Lưu Đức Hoa, Trương Tử Phong               | Chưa phát hành |
| 2024 | Có đám mây giống như anh 有朵云像你         | Tần Thiên      | Bạn diễn: Vương Tử Văn                               | Chưa phát hành |
| 2027 | Địa cầu lưu lạc 3 流浪地球3                 | Lưu Khải       | Bạn diễn: Ngô Kinh, Lưu Đức Hoa                      | Chưa phát hành |

## Liên quan
- Đa Nhĩ Cổn
- Đại Thanh
- Vĩnh Kỳ
- Như Ý Truyện
- Độc Bộ Thiên Hạ